# Pacha (divinità)
Pacha (in etrusco 𐌐𐌀𐌂𐌇𐌀, Pacha) era la divinità etrusca della vegetazione e corrispondente al greco Dioniso e al latino Bacco o Apollo.